# Rinorea erianthera
Rinorea erianthera là một loài thực vật có hoa trong họ Hoa tím. Loài này được C.Y. Wu & Chu Ho miêu tả khoa học đầu tiên năm 1979.